# Gaesischia mirnae
Gaesischia mirnae là một loài Hymenoptera trong họ Apidae. Loài này được Urban mô tả khoa học năm 1989.